# Centro storico di Messina
Il centro storico di Messina è quella parte della città collocata all'interno delle mura cinquecentesche fino alla metà del XIX secolo e i suoi quartieri fuori da esse.

## Geografia fisica
Il centro storico comprende quattro colli: da sud a nord: Colle del Tirone, Colle della Caperrina, Colle Scarpato e Colle dell'Andria. A sud scorre il torrente Portalegni e a nord il torrente Boccetta, tutti e due in direzione ovest-est. Infine, a est c'è il mare con la penisola di San Raineri, a forma di falce con il porto naturale della città.

## Strade e piazze principali
L'attuale urbanistica del centro storico è il risultato del piano regolare di Luigi Borzì, grazie al quale la città fu ricostruita dopo il terremoto del 1908. Essa presenta una disposizione a scacchiera, con strade più larghe rispetto a quelle preterremoto: solo poche strade o piazze non furono cambiate dal piano regolatore. Le strade principali sono:
Corso Cavour: esistente almeno fin dal Basso Medioevo, con il nome di Via Maestra, poi Corso. L'attuale è più allargato rispetto a quello antico, ma non ha cambiato la sua posizione; si estende sempre da sud verso nord, dalla Via Tommaso Cannizzaro al Viale Boccetta.
Via o Corso Garibaldi: via tracciata dal governo borbonico dopo il terremoto del 1783, ove esisteva precedentemente l'antica strada dei Bianchi. Oggi, la via è più larga, ma non ha cambiato posizione; da sud verso nord, scorre dalla Via Tommaso Cannizzaro al Viale Boccetta (e prosegue fino a Piazza Castelnovo) e sta più a est del Corso Cavour.
Via I Settembre: esistente in forma più irregolare almeno fin dall'Alto Medioevo con il nome di strada Amalfitania,poi raddrizzata nella seconda metà del '500 su progetto di Andrea Calamech e rinominata con il nome di Strada Austria, in onore di Don Giovanni d'Austria. È una delle poche strade a non esser state allargate dopo il terremoto e scorre diagonalmente da Piazza Duomo a Piazza della Repubblica.
Via XXIV Maggio: strada antichissima, di origine romana, con il nome di Via Consolare Valeria, poi conosciuta come Dromo, successivamente come via dei Monasteri. quella di oggi è un po' più allargata della precedente, ma va sempre dalla Via Tommaso Cannizzaro al Viale Boccetta, da sud verso nord e sta più a ovest delle strade prima trattate.
Via Tommaso Cannizzaro: nasce dalla copertura del torrente Portalegni, che scorre ancora al di sotto. Va dalla foce all'incrocio con la Circonvallazione (il tratto del Viale Italia/Viale Principe Umberto), in direzione est-ovest e sta più a sud delle altre strade.
Viale Boccetta: nasce dalla copertura del torrente Boccetta, che scorre ancora al di sotto. Va dalla foce alla incrocio con la Circonvallazione (il tratto del Viale Principe Umberto/Viale Regina Margherita), in direzione est-ovest e sta più a nord delle precedenti strade trattate
Le piazze principali sono:
Piazza Duomo
Piazza Immacolata di marmo
Piazza dei Catalani
Piazza Unione Europea
Piazza Vittorio Emanuele Orlando
Piazza San Francesco d'Assisi
Piazza Vittoria
Piazza San Vincenzo
Piazza Fontana Gennaro
Piazza Santa Caterina Valverde
Piazza Cavallotti
Piazza della Repubblica
Piazza del Popolo